# الیزا پالک
الیزا پالک (انگلیسی: Eliza Pollock; ۲۴ اکتبر ۱۸۴۰ – ۲۵ مهٔ ۱۹۱۹) کماندار اهل ایالات متحده آمریکا بود.